# Spelinspektionen
Autorité suédoise des jeux (suédois : Spelinspektionen, anciennement Lotteriinspektionen) est l'autorité nationale de régulation des jeux d'argent et de hasard en Suède. Elle supervise et réglemente le marché suédois des jeux et des loteries,.

## Activité
L'autorité est un organisme public fonctionnant dans le cadre de la loi suédoise sur les jeux (2018:1138), de la loi sur les machines à sous (1982:636) et de la loi sur les casinos (1999:355),,. Elle surveille également l'évolution du marché des jeux et loteries et conseille le gouvernement suédois sur les casinos. L'Autorité délivre des licences de loterie et approuve divers jeux,.
Depuis 2020, l'Autorité coopère avec son homologue néerlandaise, la Kansspelautoriteit. Un protocole d'accord a été signé pour renforcer cette coopération.
Depuis le 1er janvier 2021, de nouvelles règles de régulation du marché des jeux sont en vigueur en Suède, notamment concernant les sports électroniques. Ces règles interdisent par exemple les paris sur les sanctions disciplinaires (comme les cartons jaunes et rouges en football) ou sur les performances individuelles des joueurs de moins de 18 ans. Les mêmes règles s'appliquent aux sports électroniques.
En décembre 2020, l’inspection a sanctionné les opérateurs ATG et Spooniker pour avoir permis des dépôts supérieurs à 5 000 couronnes par semaine pendant la pandémie, mais Spooniker a par la suite gagné en appel contre le régulateur. Une commission d’étude du marché des jeux a ensuite proposé de renforcer la régulation, en interdisant par exemple la publicité pour les jeux entre 6 h et 21 h et en rendant permanent le plafond de dépôt hebdomadaire de 5 000 couronnes,.

## Organisation
Le 1er janvier 2019, l’Autorité a été renommée de « Inspection des loteries suédoises » à « Inspection suédoise des jeux » conformément à une décision du Riksdag de 2018,.
L'inspection est dirigée par un conseil. En 2023, le ministre responsable du marché des jeux est Niklas Wykman, ministre des Marchés financiers,.